# フローラ・クロス
フローラ・クロス（Flora Cross、1993年1月11日 - ）は、フランスの女優。

## 出演作品
- マーゴット・ウェディング
- 綴り字のシーズン（イライザ・ナウマン）